# Стюарт, Алексис
Але́ксис Ги́лберт Стюа́рт (англ. Alexis Gilbert Stewart; 27 сентября 1965, Нью-Йорк, США) — американская теле- и радиоведущая, журналистка. Единственная дочь бизнесвумен Марты Стюарт и её бывшего мужа Эндрю Стюарта.

## Личная жизнь
В 1997—2004 года Алексис была замужем за юристом Джоном Р. Кати (род.1965).
У Стюарт есть двое детей, рождённых суррогатной матерью — дочь Джуд Стюарт (род.08.03.2011) и Труман Стюарт (род.06.03.2012).